# بيرسي آدامز
بيرسي آدامز (بالإنجليزية: Percy Adams)‏ (12 يوليو 1914 بستوك أون ترينت في المملكة المتحدة - 1 يناير 1984) هو لاعب كرة قدم بريطاني (وحمل سابقاً جنسية المملكة المتحدة لبريطانيا العظمى وأيرلندا) في مركز الوسط. لعب مع بورت فايل.